# Kevin Pollak
Kevin E. Pollak (ur. 30 października 1957 w San Francisco) – amerykański aktor.

## Filmografia
- Hot Flashes (1984) jako Barry Gold
- Ewoki: Bitwa o Endor (Ewoks: The Battle of Endor, 1985) jako (głos)
- Million Dollar Mystery (1987) jako agent Quinn
- Coming of Age (1988) jako Brian Brinker
- Willow (1988) jako Rool
- Avalon (1990) jako Izzy Kirk
- The World According to Straw (1990) jako Straw
- Historia z Los Angeles (L.A. Story, 1991) jako Frank Swan
- Sobowtór (Another You, 1991) jako Phil
- Rykoszet (Ricochet, 1991) jako Detective Larry Doyle
- Morton & Hayes (1991) jako Chick Morton
- Ludzie honoru (A Few Good Men, 1992) jako Por. Sam Weinberg
- Powrót do Tamakwa (Indian Summer, 1993) jako Brad Berman
- Płeć przeciwna... i jak z nią żyć (The Opposite Sex and How to Live with Them, 1993) jako Eli
- Dwaj zgryźliwi tetrycy (Grumpy Old Men, 1993) jako Jacob Goldman
- Świat Wayne’a 2 (Wayne’s World 2, 1993) jako Jerry Segel
- Detektyw bez pamięci (Clean Slate, 1994) jako Rosenheim
- The Drew Carey Show (1995–2004) jako pan Bell (1995-1996)
- Chameleon (1995) jako Matt Gianni
- Kasyno (Casino, 1995) jako Phillip Green
- Podejrzani (The Usual Suspects, 1995) jako Todd Hockney
- Rapsodia Miami (Miami Rhapsody, 1995) jako Jordan Marcus
- Jeszcze bardziej zgryźliwi tetrycy (Grumpier Old Men, 1995) jako Jacob Goldman
- Operacja Bekon (Canadian Bacon, 1995) jako Stuart Smiley
- Areszt domowy (House Arrest, 1996) jako Ned Beindorf
- Szaleństwa młodości (That Thing You Do!, 1996) jako Vic Koss
- Cannes Man (1996) jako on sam
- Ostatni skok (Truth or Consequences, N.M., 1997) jako Gordon Jacobson
- Szaleństwo ojca chrzestnego (The Don’s Analyst, 1997) jako dr Julian Reciputo
- The Przestępczy świat (Underworld) (II), (1997) jako Charlie Dyer
- Oko w oko z życiem (Buffalo '66, 1998) jako Prezenter sportowy TV
- Ruby Bridges (1998) jako dr Robert Coles
- From the Earth to the Moon (1998) jako Manager programu Apollo Joe Shea
- Hoods (1998) jako Rudy
- Outside Ozona (1998) jako Wit Roy
- Determinacja (Deterrence, 1999) jako prezydent Walter Emerson
- Cała ona (She’s All That, 1999) jako Wayne Boggs
- I stanie się koniec (End of Days, 1999) jako Chicago
- Deal of a Lifetime (1999) jako Jerry
- The Sex Monster (1999) jako dr Jerry Berman
- Work with Me (1999) jako Jordan Better
- Cudowne lata 60. (Steal This Movie, 2000) jako Gerry Lefcourt
- Jak ugryźć 10 milionów (The Whole Nine Yards, 2000) jako Yanni Gogolack
- Dr Dolittle 2 (Dr. Dolittle 2, 2001) jako Riley / Aligator (głos)
- 3000 mil do Graceland (3000 Miles to Graceland, 2001) jako szeryf federalny Damitry
- Powiedz tak (The Wedding Planner, 2001) jako dr John Dojny
- Project Greenlight (2001) jako On sam
- Skradzione lato (Stolen summer, 2002) jako Rabbi Jacobsen
- Mother Ghost (2002) jako dr Norris
- Juwanna Mann (2002) jako Lorne Daniels
- Śnięty Mikołaj 2 (The Santa Clause 2, 2002) jako Amor
- Blizzard – latający renifer (Blizzard, 2003) jako Elf
- Rolling Kansas (2003) jako agent Brinkley
- Jak ugryźć 10 milionów 2 (The Whole Ten Yards, 2004) jako Janni Pytor Gogolak
- Rybki z ferajny (Shark Tale, 2004) jako Luca (głos)
- Seven Times Lucky (2004) jako Harlan
- Motel Niagara (Niagara Motel, 2005) jako Michael
- Osaczony (Hostage, 2005) jako pan Smith
- Zagubiony pokój (The Lost Room, 2006) jako Karl Kreutzfeld
- Soulmates (2007)
- Fujary na tropie (Cop Out, 2010)
- Czerwony stan (Red State, 2011) jako Brooks